# اچ‌ام‌اس فورشم (۱۹۱۸)
اچ‌ام‌اس فورشم (۱۹۱۸) (به انگلیسی: HMS Faversham (1918)) یک کشتی بود که طول آن ۲۳۱ فوت (۷۰ متر) بود. این کشتی در سال ۱۹۱۸ ساخته شد.